# Hans-Otto Furian
Hans-Otto Furian (* 30. Januar 1931 in Arnswalde; † 30. Oktober 2012 in Berlin) war Propst und Leiter des Konsistoriums der Evangelischen Kirche Berlin-Brandenburg. Als Propst begleitete und gestaltete er die Zusammenführung der Regionen Ost und West der Evangelischen Kirche in Berlin-Brandenburg nach der Wiedervereinigung Deutschlands nach 1989.

## Werdegang
Hans-Otto Furian wuchs in Kürtow in der Neumark (heute das polnische Korytowo) als Sohn des Pfarrers Hans-Georg Furian auf und besuchte dort und in Neuruppin die Schule. Durch das Engagement des Vaters als Vertrauensmann des Pfarrernotbundes und als Kreispfarrer der Bekennenden Kirche kam er früh in Berührung mit den Erfahrungen der Bekennenden Kirche und der Tradition der Barmer Theologischen Erklärung. Er entschloss sich zum Studium der Theologie und ging, da er an der Humboldt-Universität in Berlin (Ost) nicht zugelassen wurde, zunächst an die Kirchliche Hochschule nach Berlin (West). Er setzte das Studium in Tübingen und Göttingen fort. Nach dem Studium in der BRD kehrte er zum Vikariat im Brandenburger Kyritz bei Superintendent Fritz Leutke in die DDR zurück. Dort lernte er dessen Tochter und seine spätere Ehefrau Christiane Leutke kennen. Nach einem Stipendium beim Ökumenischen Rat der Kirchen in Zürich 1956/57 übernahm er 1959 eine Pfarrstelle in Libbenichen im Oderbruch. Neben seiner Tätigkeit als Landpfarrer und in seinem Urlaub bereitete er seine Promotion zum Thema Der Glaubensbegriff bei Wilhelm Herrmann: Die Überwindung des Subjektivismus in der Theologie und erste Ansätze eines existentialen Denkens bei Wilhelm Herrmann vor, die er 1970 an der Humboldt-Universität in Berlin (Ost) abschloss. Im gleichen Jahr wurde er zum Superintendenten des Kirchenkreises Zossen gewählt. 1987 wurde er in das Amt des Propstes der Evangelischen Kirche in Berlin-Brandenburg (Region Ost) berufen. In diesem Amt, auch als jahrelanges Mitglied der Kirchenleitung, war er kritischer Begleiter von Bischof Schönherr und Konsistorialpräsident Manfred Stolpe aber verantwortete mit ihnen gemeinsam die Haltung der Kirche in der Auf- und Umbruchstimmung zum Ende der DDR. Bei der Frühjahrssynode in der Weißenseer Stephanusstiftung verdeutlichte er seine Position in der Frage der Stellung zu Ausreisewilligen und Regimekritikern mit den Worten: „Wenn sich die Kirche Fragen der Menschenrechte, des Friedens und der Umwelt verschließt, versäumt sie ihren Auftrag“. In der zum 1. Januar 1991 wiedervereinigten Evangelischen Kirche in Berlin-Brandenburg übernahm Hans-Otto Furian das Propstamt, nachdem in der Region Berlin (West) Propst Uwe Hollm in den vorzeitigen Ruhestand gegangen war. Zu seinen Verdiensten nach der Wiedervereinigung gehört die Reform der Polizei-, Gefängnis- und Soldatenseelsorge Furian versah sein Amt bis zum Einritt in den Ruhestand 1996. Auch im Ruhestand verblieb er im Vorstand der Arbeitsgemeinschaft für Berlin-Brandenburgische Kirchengeschichte und verfasste für dessen Jahrbücher zahlreiche Aufsätze.
Furian war mit Christiane Leutke verheiratet, der Tochter seines Vikarvaters, Superintendent Fritz Leutke. Das Ehepaar hatte einen Sohn und fünf Töchter, von denen Hans-Georg (* 1960) ebenfalls Superintendent wurde und Katharina (* 1961) ebenfalls Superintendentin, sogar im selben Kirchenkreis wie ihr Vater.
Hans Otto Furian verstarb im Alter von 81 Jahren in seinem Haus in Berlin-Karow am 30. Oktober 2012. Die Trauerfeier fand am 9. November 2012 in der Kirche seiner Ortsgemeinde in Berlin-Karow statt. Manfred Stolpe kondoliert der Familie mit den Worten: „Ich bin sehr dankbar, Hans-Otto Furian in vielen Jahren als wachen, kritischen und tapferen Wegbegleiter erlebt zu haben“.

## Schriften
- Der Glaubensbegriff bei Wilhelm Herrmann: Die Überwindung des Subjektivismus in der Theologie und erste Ansätze eines existentialen Denkens bei Wilhelm Herrmann. Humboldt-Universität, Berlin, 1970
- Vom Kirchenkampf zum Christuskampf: kirchliches Leben in der östlichen Neumark 1933 bis 1945. Wichern-Verlag, Berlin, 2005, ISBN 3-88981-180-9
- Kirche, Welt und Gesellschaft im theologischen Denken Günter Jacobs in den dreißi-ger Jahren, in: Zeichen der Zeit (1981), 61–64
- Die Sammlung der bekennenden Gemeinden in der Kirchenprovinz in: Erich Schuppan (Hrsg.) Bekenntnis in Not – die Evangelische Kirche in Berlin-Brandenburg im Konflikt mit dem totalen Staat 1933–1945 Wichern Verlag, Berlin 2000. ISBN 978-3-88981-117-2
- Warum sind Visitationen unverzichtbar? in: Berliner Theologische Zeitschrift 22. Jahrgang 1/2005. Humboldt-Universität, Berlin 2000. ISSN 0724-6137